# 吉野川医療センター
吉野川医療センター（よしのがわいりょうセンター）は、徳島県吉野川市鴨島町知恵島にあるJA徳島厚生連運営の病院。徳島県災害拠点病院に指定されている。
前身となる麻植協同病院は同市中心部の鴨島駅前通り近くに所在していたが施設の老朽化やバリアフリー化に対応しきれないなどの問題、駐車スペースの確保が難しい事などから現所在地である吉野川遊園地跡地へと移転された。
なお麻植協同病院の跡地利用として2020年4月1日、吉野川市民プラザが開館している。

## 歴史
- 1947年（昭和22年）5月 - 麻植協同病院を設立。
- 1986年（昭和61年）9月 - 県知事表彰受賞（救急医療）。
- 1987年（昭和62年）9月 - 開放型病院承認。
- 1988年（昭和63年）9月 - 厚生大臣表彰受賞（救急医療）。
- 1997年（平成09年）3月 - 徳島県災害拠点病院指定。
- 2015年（平成27年）5月11日 - 旧吉野川遊園地跡へ移転し、吉野川医療センターと改称[2]。

## 診療科
- 内科
- 消化器科
- 循環器科
- 小児科
- 外科
- 消化器外科
- 肛門科
- 脳神経外科
- 整形外科
- 産婦人科
- 耳鼻咽喉科
- 眼科
- 皮膚科
- 泌尿器科
- 放射線科
- 腎センター

## 医療機関の指定
- 救急告示病院
- 病院群輪番制病院（2次救急病院）
- 徳島県災害拠点病院
- 徳島県DMAT指定病院
- 臨床研修指定病院
- 開放型病院
- 地域医療支援病院

## アクセス
- JR四国徳島線西麻植駅徒歩10分
- 駐車場
  - 一般は30分まで無料、30分以上は有料。